# Kandavuhonungsfågel
Kandavuhonungsfågel (Meliphacator provocator) är en fågel i familjen honungsfåglar inom ordningen tättingar.

## Utbredning och systematik
Fågeln placeras som ensam art i släktet Meliphacator och behandlas som monotypisk, det vill säga att den inte delas in i några underarter. Den förekommer i skogar och buskskog på Kandavu (sydvästra Fiji).

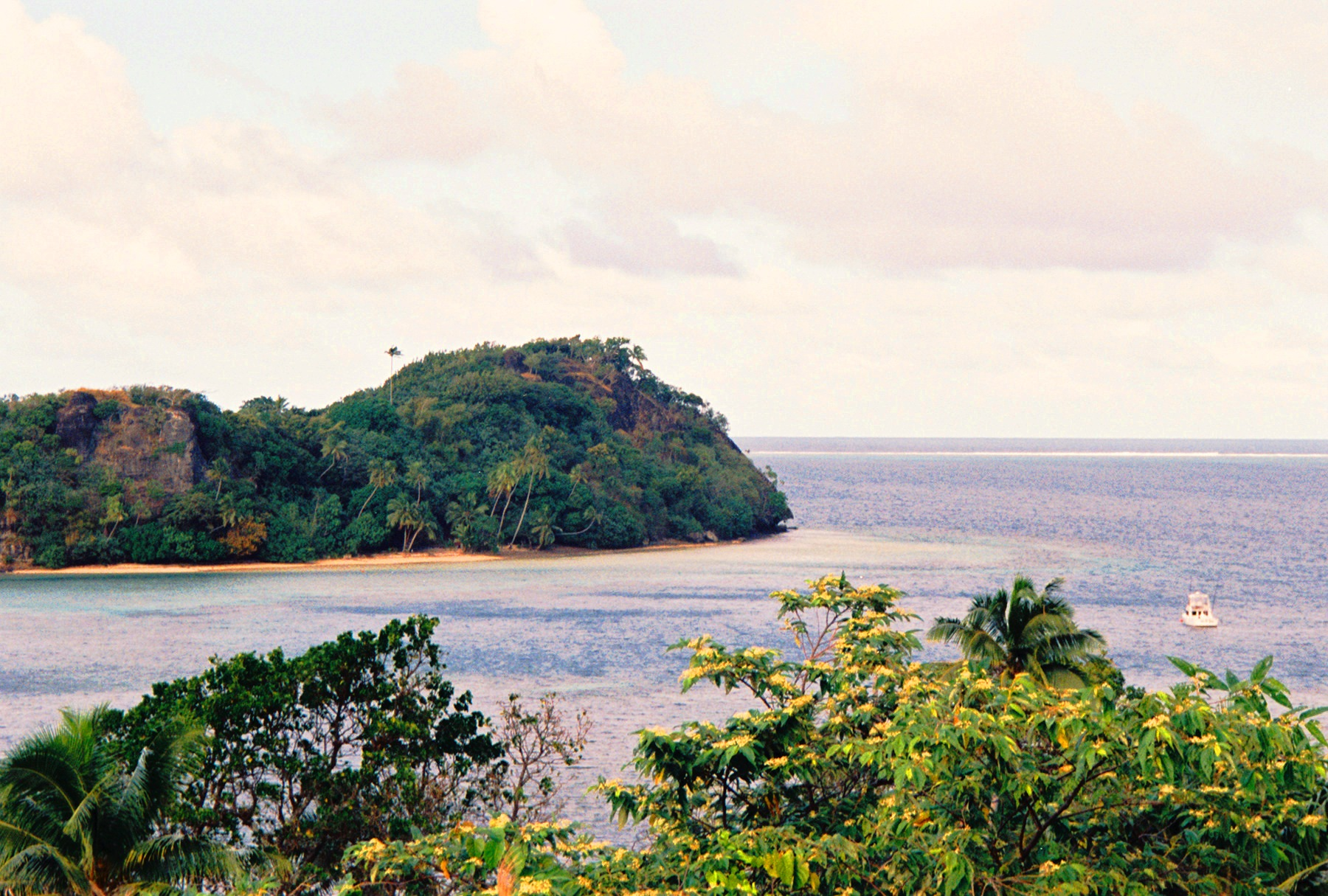
Fågeln förekommer endast på ön Kandavu, där regnskogen är förhållandevis välbevarad ända fram till havet.

## Status
Arten har ett begränsat utbredningsområde, men beståndet anses vara stabilt. IUCN kategoriserar arten som livskraftig.